# Покрово-Гагарино
Покрово-Гагарино — село в Милославском районе Рязанской области, входит в состав Милославского сельского поселения.

## География
Село расположено на берегу реки Мокрая Полотебня в 3 км на запад от райцентра посёлка Милославское.

## История
Покровское в качестве новоселебного села упоминается в окладных книгах 1676 года, где в селе значилась Покровская церковь. В приходе к Покровской церкви состояло первоначально 48 дворов, в 1734 году значилось уже 60 дворов. В 1776 году построена была каменная Покровская церковь в честь Покрова Пресвятой Богородицы.
В XIX — начале XX века село входило в состав Измайловской волости Скопинского уезда Рязанской губернии. В 1906 году в селе было 149 дворов.
С 1929 года село являлось центром Покрово-Гагаринского сельсовета Милославского района Рязанского округа Московской области, с 1937 года — в составе Рязанской области, с 1957 года — в составе Масальщинского сельсовета, с 2005 года — в составе Милославского сельского поселения.

## Население
| 1859 | 1897 | 1906  | 2010 |
| ---- | ---- | ----- | ---- |
| 813  | ↗950 | ↗1108 | ↘45  |

## Достопримечательности
В селе расположена Церковь Покрова Пресвятой Богородицы (1776).